# 奎隆县

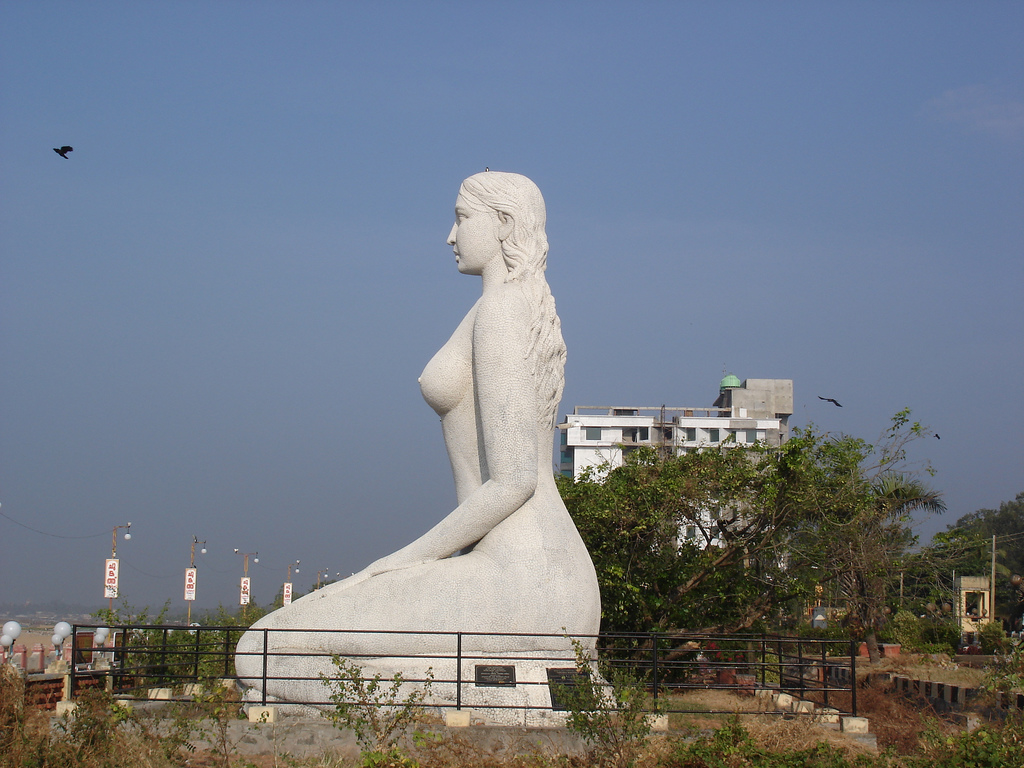

奎隆縣位於喀拉拉邦南部

奎隆縣（Kollam District）是印度喀拉拉邦的一個縣，位於該國西南部，面積1,038平方公里，每年平均降雨量2,700毫米，2011年人口2,629,703，人口密度每平方公里2,533人。

## 外部連結
- Official website
- （页面存档备份，存于） Best tourism places in Kollam
- Official tourism website （页面存档备份，存于）